# Stemonyphantes blauveltae
Stemonyphantes blauveltae là một loài nhện trong họ Linyphiidae.
Loài này thuộc chi Stemonyphantes. Stemonyphantes blauveltae được Willis J. Gertsch miêu tả năm 1951.